# Siatka MM
Siatka MM – jednolita siatka, służąca do powiązania między sobą szeregu odrzwi obudowy podporowej wykonanej z łuków podatnych. Siatkę jednolitą wykonaną ze stali łączy się z odrzwiami obudowy za pomocą specjalnych spinek. 
Siatka oprócz powiązania odrzwi obudowy, służy do podtrzymania powierzchni skały lub węgla w stropie i ociosach wyrobiska.